# Данило Илић
Данило Илић (Сарајево, 27. јул 1890 — Сарајево, 3. фебруар 1915) био је учитељ, публициста, револуционар, младобосанац, технички организатор Сарајевског атентата на надвојводу Франца Фердинанда, извршеног на Видовдан 15/28. јуна 1914.

## Биографија

### Младост и школовање
У време када је рођен, његов отац Илија је држао малу обућарску радњу, а мајка Стоја је радила као праља. Данилу је отац умро када је имао пет година. У месту рођења је завршио српску основну школу, а после трговачку (1905).
Био је висок, тих и повучен младић. Пуно је читао. Пошто није могао да нађе друго запослење, неко време је продавао новине, затим је постао шаптач у једном путујућем позоришту. За позориште је обављао и друге послове, преписивао текстове, цепао улазнице. Када је изгубио посао у позоришту, радио је као носач, на разним железничким станицама, затим туцао камен у каменоломима на Сави. Пошто му је такав живот нарушио здравље, добио је чир на желуцу и вратио се у Сарајево.
У Сарајеву је добио државну стипендију за  похађање Државне учитељске школе. Мада је био четири године старији од других студената, школу је завршио 1912. Од девет српских ђака из његовог разреда, шесторица су отишла у комите у Србију. У школи је био председник ученичке литерарне дружине и вођа ђачких протеста.
У лето 1912 је завршио шестонедељни војни курс у Владичином Хану.

### Рад
У јесен 1912 је радио у школи у Автовцу код Гацка, а затим у школи у Фочи. Онда се због болести вратио у Сарајево, где је јуна 1913. радио као чиновник у Српској народној банци.
На пролеће 1913. године, на позив револуционарног идеолога Младе Босне, Владимира Гаћиновића отишао је у Лозану, у Швајцарској, с пасошем фарбарског радника Илије Судара, који је личио на њега. Пошто није имао довољно новца за превоз, највећи део Швајцарске је препешачио. У Швајцарској се сусрео са Гаћиновићем и преко њега упознао неколико руских револуционара. Том приликом је највероватније изнео своје идеје о организовању атентата. Међутим, Гаћиновић је сматрао да је најпре неопходно створити једну ширу политичку партију, која би обухватала све Јужне Словене, укључујући и Бугаре, па тек онда приступити атентатима, ради изазивања револуције и у том смислу је и сам деловао у Швајцарској.
По повратку из Швајцарске у Сарајево, пошто је избио Други балкански рат, Илић се пешице упутио у Србију, да би се као добровољац придружио српској војсци. Најпре је био примљен као болничар. Радио је у болници у Велесу, где су били смештени српски војници.
Након рата, у јесен 1913. године, се вратио у Сарајево, где се разболео и месец и по дана провео у болници на лечењу. Како је пријатељима причао о својим авантурама у Швајцарској, а они га слушали, као што муслимани слушају хаџије по повратку из Меке, добио је надимак Хаџија.
Од краја 1913. је радио као коректор у дневнику „Српска ријеч”, а од маја 1914. заједно са Јовом Шмитраном, кога је Земаљска влада обележила као упорног агитатора за радничка права је покренуо и био један од уредника независног радничког недељног листа „Звоно”, чије је гесло било „Преко националног ослобођења свеопштем ослобођењу”. Преко овог листа је настојао да омладинским организацијама да и једну социјалну ноту, популарисао је Светозара Марковића и критиковао Социјалдемократску партију, због запостављања националног питања и конзервативне организације.
Истовремено је објављивао и малу библиотеку политичких брошура, под називом Универзална библиотека, потом Библиотека ослобођења. Бавио се превођењем „Поздрав ослобођеном човечанству”, „Пламено срце Горкога”, есеј Оскара Вајлда о уметности и критици, „Приче о седморици обешених” (1910) и „Мрачне хоризонте” руског револуционара Леонида Андрејева, о коме је објавио и свој краћи есеј, Бакуњинов памфлет „Париска комуна и идеја државе”, „Лаж парламентаризма” Пјера Рамија и друге књижевнике и филозофе.
Био је веома везан за мајку. С њом је живео у очевој кући у Сарајеву. Мајка више није радила као праља, издржавала се издајући собе ђацима. У јесен 1907. године издала је собу Гаврилу Принципу, кога је довео старији брат Јово. Принцип се тада уписао у нижу трговачку школу. Илић је убрзо постао његов најбољи пријатељ.

### Атентат
Био је главни технички организатор Сарајевског атентата на надвојводу Фрању Фердинанда. За атентат је регрутовао Гаврила Принципа, Недељка Чабриновића и Трифка Грабежа. Након што му је Принцип јавио да долази из Београда, образовао је и другу тројку атентатора Мухамеда Мехмедбашића, са којим је дошао у везу преко свог колеге Николе Тришића, а по препоруци учитеља Лазара Ђукића ангажовао је и Васу Чубриловића и Цвјетка Поповића.
Осим организовања атентата Илић је пренео оружје, пиштоље и бомбе, које је преузео од Мишка Јовановића из Тузле у Сарајево и поделио га шесторици завереника уочи самог атентата.
Гаврило Принцип је у Сарајево стигао 6. јуна и најпре посетио брата Јову у Хаџићима, а касније је био смештен у Илићевој кући. Оружје које је донео, Илић је сместио испод кревета у коме је спавао Принцип.
Дане пред атентат, Илић је проводио расправљајући сатима с Принципом о целисходности атентата. Сумњао је да од атентата неће бити користи, јер није изабран прави тренутак. У њему се водила унутрашња борба, размишљао је о томе да ли би атентат требало извршити. 16. јуна је отпутовао до Босанског Брода, где се сусрео са Ђуром Шарцом, који је одржавао везу између завереника и Танкосића. Наиме, Танкосић је послао Ђуру са наредбом да обустави заверу.
Након повратка из Брода, Илић је поново покушао да убеди Принципа да одустану од атентата, али овај о томе није желео ни да чује. Након што је Принцип успео да га убеди да не треба одустајати од атентата, Илић је наставио са техничким припремама. Илић се у међувремену јавио Мехмедбашићу да дође у Сарајево. Мехмедбашић је преко Мостара дошао са уредним исправама у Сарајево и одсео у једном хотелу, у коме се састао са Илићем.
Принцип и Илић су разрадили детаљан план о месту где ће сачекати надвојводу. Из Босанске поште су набавили план кретања царске поворке, пошто су власти објавиле тачну руту проласка царске свите, како би што више људи изашло на улице да поздрави царски пар. Као најповољније место су означили дугачку улицу уз кеј поред Миљацке, од железничке станице до Беледије, с обзиром да је поворка њоме требало да прође чак два пута. Одлучено је да шест завереника буде подељено у три групе, које би се распоредиле на раздаљини од 300 метара. Прва група би започела бацањем бомби, а у случају да промаши, на ред би дошла следећа група.
Атентат је предвиђен за недељу, 28. јуна 1914. Атентатори су се налазили на својим местима сат времена пре него што је царска поворка од шест аутомобила први пут прошла поред кеја. Када је поворка прошла први пут, једини је Чабриновић имао храбрости да баци бомбу. Како би први бацио бомбу, он се удаљио од места које му је претходно било одређено и приближио се првој заседи, коју су чинили најстарији Мехмедбашић и најмлађи завереник Чубриловић. Да би био сигуран у којим се колима налазио надвојвода, Чабриновић се обратио детективу који се шетао около. Међутим, пошто су кола брзо прошла, није сачекао 13 секунди, већ ју је бацио одмах, пошто је активирао бомбу,. Она је пала на спуштени кров аутомобила, поред надвојводине главе, али није одмах експлодирала, тако да ју је надвојвода или одгурнуо руком или се сама одбила о кола, затим пала на плочник и експлодирала испред следећег аутомобила, при чему је десетак људи повређено. У тренутку Чабриновићевог атентата на Франца Фердинанда, Данило Илић је стајао на углу Ћумурије улице и кеја, у близини Цвјетка Поповића.
Атентат на Франца Фердинанда и Софију Хотек је извршио Гаврило Принцип.
Полиција је најпре ухапсила Недељка Чабриновића, а након другог атентата и Гаврила Принципа. Обојица су непосредно након атентата, према договореном плану покушали да се убију, али у томе нису успели. Илић им је у ту сврху свима, заједно са оружјем, поделио цијанид, који су они, као и оружје, донели из Београда.

### Хапшење и истрага
Завереници се пре атентата нису договарали о томе шта ће рећи властима у случају да буду ухваћени. Из тог разлога су током испитивања изјавили ствари које су помогле иследницима да открију и остале чланове завере. Прву грешку је начинио Гаврило Принцип, који је полицији изјавио да је у Сарајеву одсео код Илићеве мајке и да Илића познаје још од 1907. године, што је довело до хапшења Илића, још истог дана 28. јуна поподне. Затим је истог дана ухапшена и цела Чабриновићева породица, укључујући и раднике из кафане и радње. Чабриновићеви укућани су потом изјавили да је Чабриновић из Београда дошао са двојицом другова, што је полицију навело на закључак да Чабриновић и Принцип атентат нису припремали засебно, мада су тако изјавили након хапшења, већ да су деловали у оквиру исте завереничке групе.
Остали завереници су након атентата напустили Сарајево и покушали да побегну. Међутим, Трифко Грабеж је изгубио нека своја документа у јавном ве-цеу, између осталог и последње школско сведочанство из Београда, што је полиција пронашла 30. јуна. Тог дана је покушао да пређе са Пала у Вишеград, без пропуснице, због чега га је полиција ухапсила, под сумњом да се ради о трећој особи коју је помињала Чабриновићева породица.
Атентат је био повод за организовање погрома Срба у Босни и Херцеговини. Од 28. јуна увече започеле су демонстрације, које су се у наредним данима прошириле по читавом граду. У њима су многе српске куће и радње у граду опљачкане и уништене, а полиција је похапсила многе угледне српске трговце, интелектуалце, свештенике, за првих 48 сати чак њих двеста. Полиција је према ухапшенима поступала веома грубо.
Није тачно утврђено на који су начин ухапшени завереници одали остале заверенике и њихове помагаче, да ли су сви или само неки од њих током испитивања били физички мучени и у којој мери је на њихове изјаве утицала претња да због атентата страдају невини људи.
Према записницима истраге, Гаврило Принцип је 2. јула обећао полицији да ће навести све кривце, под условом да му се дозволи суочавање са осталом тројицом ухапшених завереника. Међутим, приликом суочавања, Принцип је од осталих тражио да испричају све како се десило, али нису успели да се договоре око тога шта ће све признати. Тако је Принцип одао имена свих осталих учесника атентата, док је Илић у признању отишао још даље, па дао имена и других помагача, који су им дали оружје и помогли да се оно пренесе од Београда до Сарајева.
Након тога су ухапшени и остали атентатори, осим Мехмедбашића, који је возом 30. јуна напустио Сарајево и 3. јула се пребацио преко црногорске границе.
Васо Чубриловић је ухапшен 3. јула у Дубици. Истог дана је ухапшен и Цвијетко Поповић, који није ни покушавао да бежи, већ је боравио код родитеља у Земуну и мирно се одазвао на позив да се јави полицији. Затим је 6. јула ухапшен Иво Крањчевић, а наредног дана сви његови рођаци који су крили оружје или су знали да је оружје било код њега. Потом су ухапшени Мишко Јовановић и Вељко Чубриловић, који такође нису желели да беже. Вељко Чубриловић је неколико дана одбијао да ода имена сељака, који су помагали у скривању и преносу оружја. Истражни судија је успео да сазна име сељака који је водио атентаторе од Дрине до Вељка Чубриловића у Прибоју. Како је знао само име, тражио је да се ухапсе све особе истог имена из његовог села. Тако је Јаков Милић ухапшен 11. августа.
Истрага је трајала до 19. септембра. Оптужница је оптуженима предата 28. септембра. Том приликом су се видели сви оптужени по први пут након атентата. Истражни судија их је обавестио да имају законско право на жалбу, али да би се тако цео процес само одужио и да им жалбе ништа неће вредети, јер ће све бити одбијене. Свим оптуженима су додељени адвокати.

### Суђење и пресуда
Главни претрес на суђењу је одржан од 12. до 23. октобра у сали дивизијског суда у оквиру Војног затвора. Суђење није било потпуно јавно, могла су да му присуствују само лица са специјалним пропусницама. Пред судом је одговарало 25 оптужених. Од тога, 22 је оптужено да су покушали да отргну територију Босне и Херцеговине од Монархије и припоје је Краљевини Србији, као и да су одговорни за убиство из заседе, а њих троје су оптужени за саучесништво.
Проучавајући руске судске процесе припремао је своју одбрану, заговарајући признање револуционарног чина, како би се спасили невини људи, са чиме се Гаврило Принцип није слагао. На суду је тврдио да Србија није крива за наоружавање атентатора и да би она спречила акцију младобосанаца да је знала за њу.
Судска пресуда је прочитана 28. октобра. Судије су тог дана биле обучене у црно, што је значило да ће се читати смртне пресуде. Док се пресуда читала, оптужени су стајали ланцима везани један за другог.
Деветорица оптужених је ослобођено оптужбе. Аустроугарски закон налаже да се смртна казна не може изрећи особи млађој од двадесет година у време када је злочин почињен, а свих шест атентатора су на дан атентата били малолетни, односно имали су мање од 20 година. Данило Илић је управо требало да напуни 24 године. Недељко Чабриновић, Гаврило Принцип и Трифко Грабеж су стога добили максималну казну од двадесет година, док је Васо Чубриловић добио 16 година и Цвијетко Поповић 13 година затвора.
Јаков Миловић, Неђо Керовић, Вељко Чубриловић, Мишко Јовановић, Данило Илић који су помогли атентаторима су осуђени на смрт вешањем и пресуда је требало да се изврши управо тим редом. Цар Фрања Јосиф је 26. јануара 1915. Неђу Керовића помиловао и његова пресуда је преиначена на 20 година тешке тамнице. Помиловао је и Јакова Миловића и његова пресуда је преиначена у доживотну тамницу.

### Погубљење и сахрана
Вељко Чубриловић и Мишко Јовановић су последњу ноћ провели пишући писма својим породицама, а Данило Илић је писао својој мајци.
Пресуда за преосталу тројицу осуђених на вешање је извршена у касарни у Сарајеву, двадесет седам дана касније, 3. фебруара 1915. године, између 9 и 10 сати ујутро. Пресуду је извршио државни џелат, Аустријанац, Алојз Зајфрид.
Приликом вешања је један вод војника ударао о добоше, њихове последње речи су могли чути само они који су се налазили у непосредној близини. Према постојећим изворима сва тројица су се приликом погубљења држала достојанствено, што је јако забринуло власти, посебно главног полицијског управника, па је највероватније због тога након погубљења извршен претрес у кућама погубљених. Власти су се нарочито плашиле да њихови гробови не постану места ходочашћа младобосанаца, као што се то десило са Жерајевићевим гробом. Из тог разлога Земаљска влада, противно одлуци Окружног суда Сарајева, није дозволила родбини да сама сахрани погубљене, већ је наложила да се њихова тела сахране тајно, у ноћи између 3. и 4. фебруара. Није се знало где им се налазе гробови, све док Илићев професор цртања, стари сликар, Манојло Крунић, који је цртао пејзаже из околине Сарајева, у селу Нахорево, није случајно чуо од једног сељака како је, сакривен у млину, управо у ноћи између 3. и 4. фебруара гледао полицајце како копају раке, о чему је Крунић после рата известио власти.
Њихова тела су након Првог светског рата пренесена у заједничку гробницу на старом српском гробљу на Кошеву у Сарајеву, а затим 1939. у Капелу видовданских хероја.

### У његову част
Илићеви пријатељи су 1922. године објавили Споменицу Данилу Илићу, с његовим најважнијим преводима, два писма мајци, неколико биографских радова о њему, као и песму Алексе Шантића Данилу Илићу и његовим друговима.